# Let-7
let-7 ist eine regulatorische microRNA mit 21 Nukleotiden, die in dem Fadenwurm Caenorhabditis elegans (C. Elegans) entdeckt wurde. Der Name steht für „letal (tödlich) 7“.
Mutationen im Gen für let-7 verursachen Störungen in der zeitlichen Entwicklung von C.elegans. Dabei werden wichtige Schritte ausgelassen oder mehrfach wiederholt. Der erwachsene Wurm ist im Ergebnis deformiert oder nicht lebensfähig (daher die Bezeichnung „letal“).
Die let-7-RNA ist komplementär zu Elementen in der 3'-untranslatierten (3'-UTR) Region der Entwicklungsgene lin-14, lin-28, lin-41 und daf-12 und reguliert so deren Übersetzung (Translation, Proteinbiosynthese).
Das Gen für let-7 ist offenbar evolutionär hochkonserviert und steuert die zeitliche Entwicklung vieler Tiergruppen, über Fadenwürmer hinaus auch bei Insekten, Weichtieren und Wirbeltieren.